# NGC 1024
NGC 1024 (другие обозначения — UGC 2142, MCG 2-7-20, ZWG 439.22, ARP 333, IRAS02365+1037, PGC 10048) — спиральная галактика в созвездии Овен.
Этот объект входит в число перечисленных в оригинальной редакции «Нового общего каталога».
Объект  имеет необычно тонкие спиральные рукава и потому входит в атлас пекулярных галактик под номером ARP 333. Галактика находится в тесной группе с галактиками NGC 1029 и NGC 990 и является взаимодействующей с NGC 1029 галактикой. 
При наблюдениях на телескопе Планк у галактики был выявлен аномально большой диаметр на длине волны 350 мкм. Это говорит о наличии аномально большого количества холодных пыли и газа . Причиной этого, вероятно, является расширение из-за  приливного взаимодействия. 
Галактика NGC 1024 входит в состав группы галактик NGC 1024. Помимо NGC 1024 в группу также входят NGC 990 и NGC 1029.